# Bijeg iz tvrđave Bravo
Bijeg iz tvrđave Bravo (Escape from Fort Bravo) je američki western film iz 1953.

## Sadržaj
Godine 1863. usred Američkog građanskog rata u sjevernjačkoj tvrđavi Bravo u Arizoni zarobljeni su vojnici Konfederacije među kojima najviši čin ima satnik John Marsh (J. Forsythe). Tvrđava je pod zapovjedništvom pukovnika Owensa (C. Benton Reid), ali se prema zarobljenicima najstrože odnosi satnik Roper (W. Holden) koji održava željeznu disciplinu. Kada jedan od južnjačkih vojnika Bailey (J. Lupton) uspije pobjeći Roper ga uhvati i natjera da hoda do tvrđave. Siti Roperova maltretiranja, Marsh i njegovi najbliži suborci Campbell (W. Demarest) i Cabot (W. Campbell) odluče pobjeći, ali im se prava prilika pruži tek kada u tvrđavu stigne lijepa Carla Forester (E. Parker) čiju su kočiju napali Indijanci iz plemena Mescalero. Zagonetna je Carla dio Marshova plana prema kojem došljakinja treba zavesti Ropera te mu tako odvući pozornost od isplaniranog bijega. Iako će plan uspjeti, ni Carla neće ostati ravnodušna prema Roperu...

## Uloge
- William Holden - satnik Roper
- Eleanor Parker - Carla Forester
- John Forsythe - satnik John Marsh
- William Demarest - Campbell
- William Campbell - Cabot Young
- Polly Bergen - Alice Owens
- Richard Anderson - poručnik Beecher
- Carl Benton Reid - pukovnik Owens
- John Lupton - Bailey